# Neretvanski kanal
Neretvanski kanal je morska ožina med jugovzhodnim delom obale otoka Hvar (od Smarskega zaliva do rta Sućuraj) in celinsko obalo od Zaostroga do rta Međed na eni strani ter severno obalo polotoka Pelješac od rta Lovišće do rta Blaca. V celoti pripada Hrvaški.
Na jugovzhodnem koncu Neretvanskega kanala, med celino in polotokom Pelješac, je območje Malega morja (Malo more), ki se jugovzhodno nadaljuje v Malostonski zaliv (Malostonski zaljev).